# Generation X (boek)
Generation X is een boek uit 1965 over de jeugdcultuur van de jaren zestig, geschreven door de Britse psychologen Charles Hamblett en Jane Deverson. Het boek bevat een aantal interviews met jongeren uit de Mods-scene.
In 1976 vormden Billy Idol, Tony James en John Towe de band Generation X, die naar dit boek vernoemd was.